# Картулі (танець)
Картулі — грузинський народний парний танець, також відомий під назвою лезгінка. У минулому називався лекурі.

## Історія
Картулі сформувався в Кахетії, далі в Картлі приблизно в кінці 18-19 століттях, на основі лезгінського танцю, запозичений від місцевих кахетинських удин, лезгін, лакців. Його першими почали танцювати аристократи Тбілісі, з роками усі регіони центральної Грузії.

## Опис
Музичний розмір танцю — 6/8, темп помірно швидкий. Виконується у супроводі інструментального ансамблю (дудки, зурни, гармонь, долі).
Класичні зразки картулі можна зустріти в операх Паліашвілі: «Даїсі» та «Абесалом та Етері».